# Joost Kroon
Joost Kroon (Rotterdam, 11 september 1981) is een Nederlandse drummer.

## Biografie
Al op 11-jarige leeftijd maakte Kroon zijn debuut in het professionele circuit, als slagwerker bij het Rotterdams Volkstheater. Daar speelde hij drie seizoenen. In zijn jeugd speelde hij in de Numansdorpse cover-band Plenty Herrie. Aan het Rotterdams Conservatorium studeerde hij op 24 juni 2003 af met een 10 cum laude. In dat jaar speelde Kroon al bij New Cool Collective. 
Kroon speel(t)(de) onder meer in de bands (van), Kane, Candy Dulfer, Sven Hammond, Sinas, Benjamin Herman Kwartet, Hans Teeuwen, Carice van Houten, Trijntje Oosterhuis, Ken Stringfellow, Matt Simons, Ruben Hein, JB Meijers en Ladies Of Soul. 
In de studio werkt hij met producers als Gordon Groothedde, Tjeerd Oosterhuis, Holger Schwedt, JB Meijers, Ken Stringfellow, Rob van Donselaar en Sven Figee. 
Hij is als docent verbonden aan de conservatoria van Amsterdam en Haarlem.